# هورینگن
هورینگن (به آلمانی: Höringen) یک شهر در آلمان است که در دنرسبرگکرایس واقع شده‌است. هورینگن ۷۳۶ نفر جمعیت دارد.